# Ricina (proteina)
La ricina (pronuncia /riˈʧina/) è una proteina presente nei semi della pianta Ricinus communis. È una potente citotossina naturale, in grado di causare morte cellulare bloccando l'attività di sintesi proteica dei ribosomi. La dose letale media per l'uomo è indicata, in genere, in 0,2 milligrammi per chilo di peso corporeo, sebbene alcune fonti forniscano valori superiori.

## Tossicità

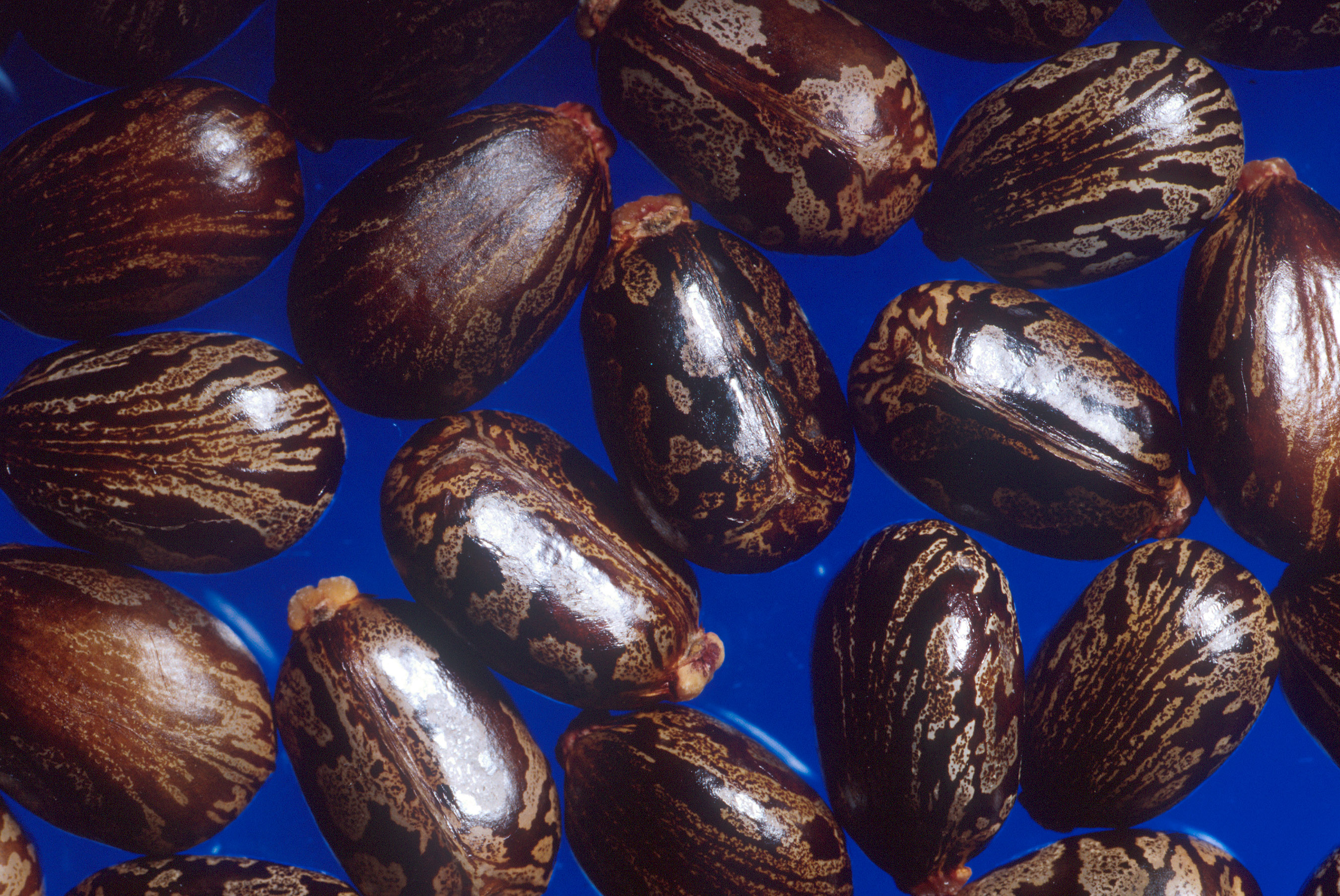
Semi di Ricinus communis da cui viene estratta la ricina

La ricina, che ha un peso molecolare di circa 62 kDa, appartiene alla famiglia delle proteine inattivanti del ribosoma di tipo II (in inglese, Type 2 Ribosome Inactivating Proteins, abbreviato in RIP II). La ricina consiste in due distinte catene polipeptidiche di circa 30 kDa ciascuna. Le subunità A (RTA) sono dotate di attività citotossica, interferendo con la sintesi proteica. Le subunità B (RTB) promuovono l'ingresso della tossina nelle cellule. Queste due subunità sono legate da un ponte disolfuro, la cui riduzione all'interno della cellula consente alla subunità A di legarsi al ribosoma, bloccarne l'attività di sintesi proteica e causare morte della cellula stessa. Molte piante, ad esempio l'orzo, possiedono soltanto la subunità A che di per sé ha una bassa tossicità.

### La ricina come agente di guerra biologica
La ricina ha una lunga storia come agente di guerra biologica. Il Dipartimento della guerra degli Stati Uniti ha considerato per la prima volta l'utilizzo della ricina nel 1918. L'esercito americano ha sperimentato polveri di ricina inalabili negli anni '40 e l'esercito iracheno lo ha imballato in proiettili di artiglieria negli anni '80. La ricina è stata rilevata anche nel 2003 e nel 2004 in una struttura postale della Carolina del Sud, in un ufficio postale che serviva l'ufficio dell'ex leader della maggioranza del Senato degli Stati Uniti, Bill Frist, e in una lettera inviata alla Casa Bianca, sebbene in questi casi non abbia causato malattie o decessi. A metà degli anni '90, membri di un gruppo di miliziani, il Minnesota Patriots Council, furono condannati per aver cospirato per uccidere le forze dell'ordine usando la ricina.

### Studi contro l'avvelenamento da ricina
Non esiste un antidoto alla tossina della ricina. Una società, la Soligenix di Princeton, nel New Jersey, sta sviluppando un vaccino contro la ricina, ma è progredito solo attraverso sperimentazioni cliniche in fase iniziale e non è stato approvato dalla Food and Drug Administration degli Stati Uniti. Teoricamente potrebbe essere somministrato alle vittime di avvelenamento in base a una "autorizzazione all'uso di emergenza" che consente l'uso di trattamenti e vaccini non approvati se non esistono alternative. Tuttavia, il vaccino agisce stimolando il corpo prima di un attacco a produrre anticorpi protettivi contro la ricina. Poiché i sintomi dell'avvelenamento da ricina sono irreversibili quattro ore dopo l'esposizione, è improbabile che il vaccino aiuti abbastanza presto per salvare vite umane dopo la scoperta di un rilascio di ricina. Il National Institute of Allergy and Infectious Diseases (NIAID) sta finanziando la ricerca sui farmaci per il trattamento dell'avvelenamento da ricina.

## Estrazione della ricina
L'estrazione della ricina è un processo altamente pericoloso e rigorosamente regolamentato, a causa della tossicità della sostanza. La manipolazione della ricina richiede laboratori dotati di sistemi di contenimento avanzati e un livello di biosicurezza pari o superiore a 2. La ricina è tossica per inalazione, ingestione e contatto, rendendo necessario il rispetto di rigide misure di sicurezza.
Il processo di estrazione inizia comunemente dai semi di ricino (Ricinus communis). Dopo la rimozione del tegumento, viene conservato l'endosperma, che viene essiccato e successivamente polverizzato. La polvere risultante contiene una miscela di olio e ricina. Per separare la ricina dall'olio, la polvere viene trattata con solventi organici come esano o etere di petrolio. In seguito, l'olio viene separato dai componenti solidi, che includono la ricina, tramite centrifugazione.
Per eliminare ulteriori impurità, si possono utilizzare tecniche avanzate come la cromatografia e la filtrazione su gel. L'ottenimento della ricina in forma pura richiede ulteriori passaggi, tra cui la precipitazione e la dialisi.
L'estrazione della ricina, oltre a essere un processo chimico complesso, rappresenta un serio rischio per la salute e la sicurezza, ed è soggetta a severe normative in molti Paesi.

## Utilizzo terapeutico
L'impiego della ricina e di altre tossine a fini terapeutici è stato a lungo teorizzato dalla comunità scientifica, in particolare nella forma di immunotossine, ovvero di molecole legate ad anticorpi monoclonali: tale legame permette di evitare gli effetti sistemici delle tossine sull'intero organismo, limitandoli a dei bersagli specifici (ad esempio colpendo esclusivamente le cellule alterate risparmiando quelle sane). L'utilizzo della ricina è stato prospettato nella lotta a vari tipi di neoplasie e nelle terapie immunosoppressive.

## La ricina nella cultura di massa
- La ricina è utilizzata come base della tossina sintetica nel tentato omicidio del detective Monk, nell'ultimo episodio dell'omonima serie.
- La ricina compare diverse volte nella serie televisiva Breaking Bad.
- La ricina compare nel secondo episodio della quindicesima stagione di E.R..
- La ricina viene anche citata nel quinto episodio della terza stagione della serie televisiva Gotham.
- Nella serie The Mentalist, la ricina viene citata nel quindicesimo episodio della seconda stagione.
- Nella serie Designated Survivor, viene utilizzata da dei terroristi nell'ottava puntata della prima stagione. Nella stessa serie televisiva, viene usata per un omicidio nell'episodio numero 20 della seconda stagione. [senza fonte]
- Nella serie Law & Order - I due volti della giustizia, è utilizzata per un omicidio nell'episodio 19 della diciassettesima stagione.
- Nella serie NCIS - Unità anticrimine, è utilizzata per due omicidi nell'episodio 21 della settima stagione, Ossessione.
- Nella serie Miss Fisher - Delitti e Misteri la ricina viene citata nel secondo episodio della terza stagione
- Nella serie FBI (episodio 6 “Imprevisto” della sesta stagione). La squadra FBI avrà a che fare con un complicato caso di ecoterrorismo le cui vittime saranno aggredite con una bomboletta spray contenente Ricina.
- La ricina viene anche citata nel terzo episodio della seconda stagione della serie televisiva The Good Fight.
- Nel film The interview la CIA sviluppa un piano per eliminare Kim Jong-un con un cerotto contenente ricina.
- La ricina è stata realmente impiegata a Londra nel 1978, per assassinare lo scrittore bulgaro Georgi Markov.
- La ricina viene citata anche nel nono episodio della seconda stagione di S.W.A.T..
- La ricina viene citata nel settimo episodio della seconda serie di CSI: Las Vegas.
- Viene citata nell'episodio 21 della terza stagione della serie CSI: NY.
- Viene citata nella miniserie televisiva Rosso San Valentino.
- Nel settembre 2020 viene intercettata dai servizi di sicurezza della Casa Bianca una lettera indirizzata al presidente Donald Trump e contenente ricina. La lettera non giungerà mai a destinazione e in seguito verrà arrestata una donna al confine con il Canada sospettata di essere la mittente della lettera.[9]

- Nell'episodio 15 della seconda stagione della serie TV Chuck, una spia utilizza la ricina per suicidarsi.
- Viene utilizzata dal serial killer nel romanzo di Amy Suiter Clarke "Sono io l'assassino"
- Viene citata nell'episodio 11 della terza stagione della serie 9-1-1: Lone Star
- Nel racconto di Agatha Christie "Partners in Crime" -The House of Lurking Death- la ricina viene utilizzata per eliminare alcune persone.